# Schlafe, mein Prinzchen, schlaf ein

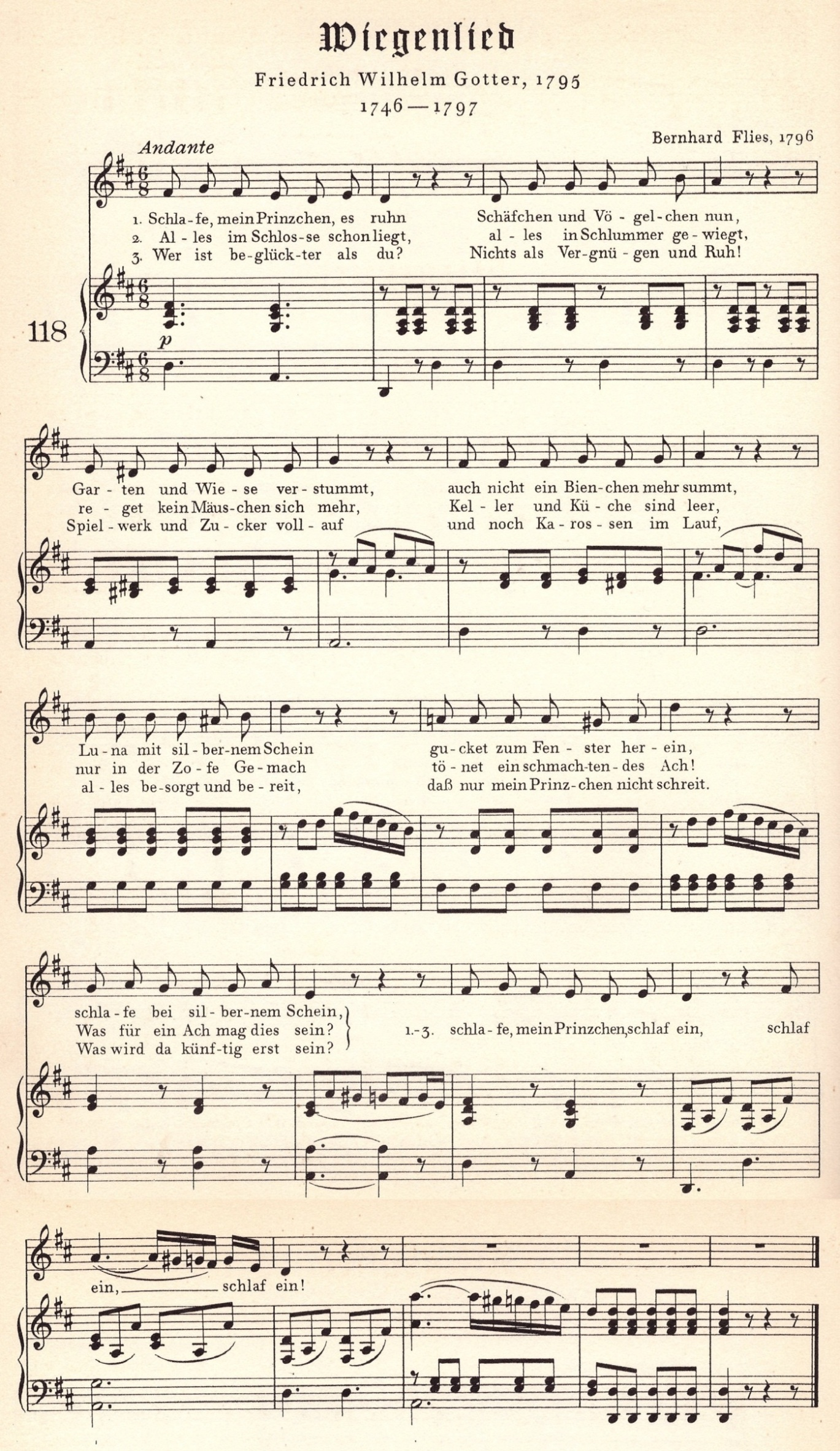
Schlafe, mein Prinzchen (Edition von Max Friedlaender) rahmenlos

Schlafe, mein Prinzchen, schlaf ein ist ein Wiegenlied mit Melodie von Johann Friedrich Anton Fleischmann, die lange Wolfgang Amadeus Mozart oder Bernhard Flies zugeschrieben wurde. Der Text stammt von Friedrich Wilhelm Gotter, der es als Wiegenlied für sein Schauspiel „Esther“ erdachte. Es wird darin von Fatme mit Gitarrenbegleitung gesungen, die von Ahasver dazu aufgefordert wurde, um Hippocrates zum Einschlafen zu bringen.

## Text
Der Liedtext lautet im Original:
Schlafe, mein Prinzchen! es ruhn,

Schäfchen und Vögelchen nun;

Garten und Wiese verstummt;

Auch nicht ein Bienchen mehr summt;

Luna mit silbernem Schein

Gucket zum Fenster herein.

  Schlafe beym silbernen Schein,

  Schlafe, mein Prinzchen, schlaf ein!

    Schlaf ein! schlaf ein!

Auch in dem Schlosse schon liegt

Alles in Schlummer gewiegt;

Reget kein Mäuschen sich mehr;

Keller und Küche sind leer.

Nur in der Zofe Gemach

Tönet ein schmelzendes Ach.

  Was für ein Ach mag das seyn?

  Schlafe, mein Prinzchen, schlaf ein!

    Schlaf ein! schlaf ein!

Wer ist beglückter, als du?

Nichts als Vergnügen und Ruh!

Spielwerk und Zucker voll auf;

Und auch Karessen im Kauf!

Alles besorgt und bereit,

Daß nur mein Prinzchen nicht schreyt!

  Was wird das künftig erst seyn?

  Schlafe, mein Prinzchen, schlaf ein!

    Schlaf ein! schlaf ein!

## Melodie
Satz nach Mozarts Werke. In: Gustav Nottebohm (Hrsg.): VII: Lieder und Kanons. Band 1. Breitkopf & Härtel, Leipzig 1877, Wiegenlied, S. 20.

## Andere Versionen
Das Lied erschien in einer stark abgewandelten Version im Film 7 Zwerge – Der Wald ist nicht genug. Dort wurde es von Cosma Shiva Hagen in der Rolle als Schneewittchen gesungen.